# Дикі танці (альбом Руслани)
Дикі танці — студійний альбом української співачки Руслани, випущений у 2003 році. Дикі танці — це сучасна компіляція древніх етнічних гуцульських мотивів (ритмів і танців) і нових течій поп- і рок-музики.
Цей альбом, разом з його англомовною версією Wild Dances (вийшла у 2004) став п'ятикратно платиновим в Україні (продано понад 500,000 екземплярів платівки). «Евробонус»-видання альбому (з додатковими композиціями й реміксами) вийшло 27 січня 2004.

## Історія запису
У грудні 2002 року Руслана підписала контракт з компанією Comp Music / EMI — ліцензіатом транснаціонального лейбла EMI в Україні, і відразу ж розпочала роботу над альбомом Дикі танці.
Творчістю співачки зацікавилися англійські фахівці, і Руслана отримала запрошення здійснити зведення альбому в британській студії Пітера Гебріела «Real World». 11 червня 2003 року відбувся національний реліз альбому Руслани Дикі танці.
3 жовтня 2003 альбом досяг позначки «Платинового диска» — 100 000 ліцензійних офіційно проданих копій за 100 днів без проведення концертного туру. (Не зважаючи на те, що Океан Ельзи таки досяг цієї мети днями швидше за Руслану, отримавши найпершого «Платинового диска» в Україні за свій альбом Суперсиметрія.)
17 грудня 2003 року врочисто вручена почесна нагорода «Платиновий диск» Руслані за альбом Дикі танці. Відбулася ця подія на Офіційній церемонії нагородження «Українська музична премія-2003».
Вручав нагороду Руслані Регіональний директор по Східній Європі міжнародної організації IFPI Стефан Кравчек (Брюссель).

## Список композицій
| #   | Назва                      | Автори                | Жанри    | Тривалість |
| --- | -------------------------- | --------------------- | -------- | ---------- |
| 1.  | «Ой заграй ми, музиченьку» | Ксенофонтов , Лижичко | етно-поп | 3:55       |
| 2.  | «Знаю я»                   | Лижичко               | фольк    | 3:11       |
| 3.  | «Плєс»                     | Лижичко               | етно     | 3:41       |
| 4.  | «Аркан»                    | Ксенофонтов, Лижичко  | етно     | 3:40       |
| 5.  | «Скажи мені»               | Ксенофонтов, Лижичко  | етно-поп | 4:40       |
| 6.  | «Коломийка»слухатиⓘ        | Ксенофонтов, Лижичко  | етно-поп | 4:02       |
| 7.  | «Гуцулка»                  | Ксенофонтов, Лижичко  | етно-поп | 3:55       |
| 8.  | «Північна»                 | Ксенофонтов, Лижичко  | етно     | 3:36       |
| 9.  | «Це - любов»               | Лижичко               | балада   | 3:40       |
| 10. | «Я тебе люблю»             | Лижичко               | балада   | 4:00       |

## Оформлення
- Фотограф — Валерій Решетняк

## Чарти
| Чарт (2004)  | Найвища позиція |
| ------------ | --------------- |
| Росія (НФПФ) | 1               |

## Сертифікації
| Регіон                                                                                          | Сертифікація | Продажі  |
| ----------------------------------------------------------------------------------------------- | ------------ | -------- |
| Україна (IFPI)                                                                                  | Платиновий   | 100 000* |
| *продажі, що базуються лише на сертифікаціях ^відвантаження, що базуються лише на сертифікаціях |              |          |